# Constitution guinéenne de 2010
Lire en ligne

Consulter

Constitution guinéenne de 1991 Constitution guinéenne de 2020
La Constitution guinéenne de 2010 est la loi fondamentale de Guinée promulguée le 7 mai 2010 par le général Sékouba Konaté. Elle remplace la Constitution guinéenne de 1991 (dans sa version de 2003) qui a été suspendue en 2008 par le coup d’État du Conseil national pour la démocratie et le développement (CNDD) mené par le capitaine Moussa Dadis Camara.

## Sources